# Oleksandr Volovyk
Oleksandr Igorovič Volovyk (in ucraino Олександр Ігорович Воловик?; trasl. angl. Oleksandr Igorovich Volovyk; Krasyliv, 28 ottobre 1985) è un ex calciatore ucraino, di ruolo difensore.

## Palmarès
- Campionato ucraino: 1

Shakhtar Donetsk: 2013-2014
- Supercoppa d'Ucraina: 3

Shakhtar Donetsk: 2013, 2014, 2015